# مؤسسة المجتمع الجديد
المجتمع الجديد هي مؤسسة تنمية مجتمعية غير ربحية مقرها في مدينة نيوآرك في ولاية نيو جيرسي. تركّز هذه المؤسسة على تنظيم المجتمع، وتوفير مجموعة متنوعة من خدمات تعزيز المجتمع، بالإضافة إلى مشاركة المقيمين في برامج المؤسسة. تضمّنت النماذج الأولية لحركة العمل المجتمعي وكالات الإسكان والخدمات المحلية التي أطلقتها مبادرة المناطق الرمادية لمؤسسة فورد، ومكتب الولايات المتحدة للفرص الاقتصادية، ومبادرة تعبئة الشباب الفيدرالية والخاصة في مدينة نيويورك.

## التاريخ والتطورات والخدمات

### التشكيل
تشكلت مؤسسة المجتمع الجديد من قبل مجموعة من قادة المجتمع في عام 1968 استجابةً لأعمال الشغب التي اندلعت في يوليو من عام 1967؛ إذ خلّفت أعمال الشغب هذه 26 قتيلًا وتسببت بأضرار مادية تقدّر بنحو 15 مليون دولار. سهّلت أبرشية الكنيسة الكاثوليكية الرومانية المحلية عملية التنظيم المجتمعي التي حددت احتياجات الأحياء منخفضة الدخل في سنترال وارد في نيوآرك. تشكّلت المؤسسة -نتيجةً لهذه العملية- رسميًا بمجلس إدارة مؤلف بالكامل من سكان المجتمع، وبناءً على آراء السكان المحليين فيما يتعلق باحتياجات المجتمع، يقرر مجلس الإدارة تركيز جهود المؤسسة على بناء مساكن منخفضة الدخل.
ضمِنت المؤسسة بحلول عام 1973 التزامات عقارية وتمويلية سمحت ببناء مجمع سكن عائلي مكون من 120 وحدة، وذلك بعد عدة سنوات من التخطيط وجمع الأموال والتفاوض مع المسؤولين محليًا وعلى مستوى الولاية والاتحاد الفيدرالي.

### مشاريع الإسكان
بُنيت مجمعات «هومز» السكنية التي دعمتها المؤسسة على هيئة سلسلة من المباني بخمسة طوابق متوسطة الارتفاع تحيط بفناء مركزي. سُكِنَت تلك المباني في عام 1975، وفي السنوات اللاحقة، اعتمدت المؤسسة ناطحات السحاب لإسكان المواطنين كبار السن، إذ يُعتَقد بأنّ المواطنين كبار السن يتأقلمون مع المباني العالية أكثر من الأسر التي تمتلك أطفالًا. ومع ذلك، انتقلت المؤسسة إلى اعتماد المنازل السكنية بنظام تاون هاوس لمعظم مشاريع الإسكان العائلي التي شيدت بعد ذلك.
واصلت مؤسسة المجتمع المدني بعد افتتاح مجمع هومز العائلي بذل جهد طموح لتطوير مساكن ذوي الدخل المنخفض، بما في ذلك العمل على أبنية جديدة، وإصلاح المباني القديمة الفارغة -أو تحويلها لاستخدامات أخرى، واستحواذ المجمعات السكنية من مالكيها الآخرين. تركّزت مشاريع الإسكان التابعة للمؤسسة في مدينة نيوآرك بشكل أساسي في البداية، ولكن بحلول عام 1995 كانت المؤسسة تدير أيضًا المجمعات ذات الدخل المنخفض في جيرسي سيتي وإنغلوود، كما كانت تعمل على تطوير عقارات الإسكان بسعر السوق في ضاحية إيتون تاون بولاية نيوجيرسي. كان المجمع الأخير المدعو بشقق ستوني هيل حصيلة المحفظة الاستثمارية لمؤسسة مدخرات وإقراض فاشلة، وقد عمدت مؤسسة المجتمع الجديد في الأساس إلى تكريس بعض شقق ستوني هيل لذوي الدخل المنخفض، ولكنها قررت بيع المجمع لمصالح ربحية، لتفتتح مجمع سكني لكبار السن ذوي الدخل المنخفض في مدينة أورانج في ولاية نيو جيرسي في عام 2003.
تتكون معظم مشاريع الإسكان في المؤسسة من وحدات تأجير مدعومة ماديًا للأسر ذات الدخل المنخفض والمنخفض للغاية. ومع ذلك، افتتحت المؤسسة في عام 1998 أول مشروع تملك للعائلات العاملة في مجمع  كميونتي هيلز المكون من 206 وحدة في موقع أبراج الإسكان العامة السابقة في هايز هومز. تبرعت هيئة الإسكان في نيوآرك بالأرض لهذا التطوير بموجب شروط منحة هوب 1 من وزارة الإسكان والتنمية الحضرية في الولايات المتحدة الأمريكية التي دعمت أيضًا تكاليف التطوير والبناء. ومنذ ذلك الحين، قامت المؤسسة بتطوير 24 وحدة إضافية لملاك المنازل، وهي تخطط لمزيد من مشاريع التملك في الأحياء المستأجرة حاليًا.

### رعاية الطفل النهارية
ساهمت المؤسسة خلال أوائل سبعينيات القرن الماضي في تطوير وبناء أو إعادة تأهيل المرافق التي ستستخدمها منظمة بيبي لاند لرعاية الرضع والأطفال (وفيما بعد خدمات بيبي لاند العائلية)، وهي منظمة مجتمعية غير ربحية نشأت في الفترة التي تلت الاضطرابات المدنية الواقعة في يوليو من عام 1967 في نيوآرك؛ الفترة نفسها التي تشكلت خلالها مؤسسة المجتمع الجديد. نتيجةً للأصول المشتركة، قام كل من بيبي لاند ومؤسسة المجتمع الجديد بتنسيق ودمج مرافقهما وأنشطتهما لمدة ثلاثة عقود تقريبًا؛ إذ خدمت بيبي لاند العديد من السكان المستفيدين من مؤسسة المجتمع الجديد، ولكن أعداد غير المستفيدين منها نمى بشكل كبير خلال الفترة الأخيرة.

### الرعاية الصحية
امتدت اهتمامات المجتمع الجديد في عام 1986 لتشمل مرفق الرعاية الممتدة، وهو دار تمريض مُنشأ حديثًا لتقديم المعونة الطبية بكلفة 11 مليون دولار وبسعة 180 سرير. كما أنشأت سلسلة من برامج الرعاية النهارية الطبية في مرفق الرعاية الممتدة وفي بعض المباني السكنية القديمة التابعة لها. أضافت المؤسسة بحلول عام 1992 وكالةً للرعاية الصحية المنزلية وبرنامجًا يخدم الأسر المحتاجة طبيًا، وفي عام 1999 استحوذت المؤسسة على مكتب خدمة الأسرة في نيوآرك؛ الأمر الذي أعطى المؤسسة مواردًا أكبر للتعامل مع قضايا الصحة العقلية. تم في عام 2000 دمج جمعية ممرضات إسيكس فالي التي تضم 500 موظف ضمن شبكة المجتمع الجديد (من خلال المجالس المشتركة للمدراء)، وتوسيع قاعدة عملاء مؤسسة المجتمع الجديد ومجموعة الخدمات التمريضية التي يمكن أن تقدمها.

### الخدمات البشرية
وسّعت المؤسسة بحلول عام 1985 نطاق تواصل سكان عائلتها والعائلات الأخرى في المجتمع من خلال برامج أنشطة الشباب، والاتحاد لائتماني، ووكالة الإحالة الوظيفية. وبعد عام 1990، أضافت المؤسسة مجموعة متنوعة من البرامج الممولة والمنح التي تستهدف الشباب والأسر ذات الاحتياجات الخاصة، بما في ذلك الخدمات المقدمة للأشخاص المصابين بفيروس نقص المناعة البشرية (أو الإيدز). وضعت المؤسسة أيضًا برنامج إسباني ثنائي اللغة (المؤسسة الإسبانية للتنمية) في عام 1992، وفي عام 1997 افتتحت المؤسسة مركزًا شُيِّدَ على مساحة 17000 قدم مربع (1600 متر مربع) يحتوي على مسرح وملعب لكرة السلة وفصول دراسية، وقد كان هذا المرفق أساسيًا في توسيع وصول المؤسسة للشباب والأسر.
عقدت مؤسسة المجتمع الجديد في عام 1988 شراكة مع مؤسسة هارتز ماونتن وولاية نيوجيرسي لبناء مجمع سكني مكون من 102 وحدة مخصص للعائلات المشردة في منطقة نيوآرك؛ سُمِّيَ هذا المجمع بهارموني هاوس. وفرت مؤسسة المجتمع الجديد برنامج دعم مكثف لسكان هارموني هاوس؛ شمل ذلك الرعاية النهارية للأطفال من خلال التعاون مع حضانة بيبي لاند، بالإضافة إلى تقديم الاستشارات، والتعليم، وإحالات برنامج تعاطي المخدرات، والتوظيف، والمساعدة في نقل السكن، وأنشطة ما بعد المدرسة للشباب. لم تكرر ولاية نيو جيرسي نموذج هارموني هاوس في مدن أخرى على الرغم من اعتباره ناجحًا.